# Oxalis hochreutineri
Oxalis hochreutineri är en harsyreväxtart som beskrevs av J. F. Macbride. Oxalis hochreutineri ingår i släktet oxalisar, och familjen harsyreväxter. Inga underarter finns listade i Catalogue of Life.